# Breakn’ a Sweat
Breakn’ a Sweat ist ein Lied des US-amerikanischen Dubstep-, Brostep- und Electro-Produzenten Skrillex, das er gemeinsam mit den verbliebenen Mitgliedern der US-amerikanischen Rockband The Doors produzierte. Es wurde am 23. Dezember 2011 veröffentlicht und platzierte sich in Kanada und Großbritannien in den Charts. Breakn’ a Sweat wurde für den Film Re:Generation geschrieben und enthält ein Stimmensample von einem Interview mit Jim Morrison vom 23. Mai 1969. Das dazugehörige Musikvideo wurde am 15. Januar 2012 auf YouTube veröffentlicht. Im Video sieht man abwechselnd Skrillex in einem Hotelzimmer, Skrillex und die Doors-Musiker das Lied aufnehmen sowie Skrillex beim Liveauftritt vor Publikum.

## Kritik
Das Lied bekam meist positive, allerdings auch negative Kritik. Eine Auswahl:

„There are a few more encouraging signs, such as the Doors-featuring "Breakin' a Sweat," which combines proggy guitar hooks, psychedelic organ chords, and Jim Morrison samples with a snarling, Prodigy-esque vocal and a filthy slab of dub bass to produce one of the year's most unexpectedly successful partnerships“

„The Doors join Skrillex on “Breakn’ A Sweat,” creating a marriage between the former’s rock stylings and the latter’s traditional techno. A fun song with plenty of vocal integration, “Breakn’ a Sweat” doesn’t blow the door off its hinges, but it will keep you dancing until the music stops.“

„“Breakn a Sweat” is a more patient, less aggressive tune — but it might be because Skrillex was trying to mind his manners“